# Bosnia ed Erzegovina all'Eurovision Young Musicians
La Bosnia ed Erzegovina ha debuttato come nazione indipendente all'Eurovision Young Musicians 2012, svoltosi a Vienna, in Austria, ma dopo quell'edizione non ha più espresso il desiderio di tornare a partecipare.

## Partecipazioni
- Primo posto
- Secondo posto
- Terzo posto

| Anno                                    | Artista       | Strumento  | Canzone                                                                                             | Posizione       | Posizione       |
| Anno                                    | Artista       | Strumento  | Canzone                                                                                             | Finale          | Semifinale      |
| --------------------------------------- | ------------- | ---------- | --------------------------------------------------------------------------------------------------- | --------------- | --------------- |
| 2012                                    | Naomi Druškić | Pianoforte | 1) Vanished Days, op57, No.1 di Edvard Grieg 2) Toccata, in E minore diminuito di Aram Khachaturian | Non qualificata | Non qualificata |
| Nessuna partecipazione dal 2014 al 2024 |               |            | |                 |                 |